# Agrostis phleoides
Agrostis phleoides é uma espécie de gramínea do gênero Agrostis, pertencente à família Poaceae.